# Sân bay quốc tế Puebla
Sân bay quốc tế Puebla hay Sân bay quốc tế Hermanos Serdán (IATA: PBC, ICAO: MMPB) là một sân bay nằm gần Puebla, Puebla, México. Sân bay này kết nối thành phố Puebla. Ngoài ra, đây cũng là một sân bay thay thế của Thành phố México, một sân bay trong vùng đô thị Thành phố México. Trong vùng đô thị này có Sân bay quốc tế Thành phố México, Sân bay quốc tế Lic. Adolfo López Mateos, Sân bay General Mariano Matamoros, Sân bay quốc tế Ing. Fernando Espinoza Gutiérrez.

## Các hãng hàng không và các tuyến điểm

### Nội địa
- Aeroméxico
  - Aeroméxico Connect Monterrey
- Volaris
  - Cancún, Guadalajara, Tijuana)

### Quốc tế
- Continental Airlines
  - Continental Express operated by ExpressJet Airlines (Houston-Intercontinental)